# Tromatobia sulcata
Tromatobia sulcata är en stekelart som först beskrevs av Pierre L. G. Benoit 1953.  Tromatobia sulcata ingår i släktet Tromatobia och familjen brokparasitsteklar. Inga underarter finns listade i Catalogue of Life.